# HD182080
HD182080 — хімічно пекулярна зоря спектрального класу A1, що має видиму зоряну величину в смузі V приблизно  8,7.
Вона  розташована на відстані близько 642,0 світлових років від Сонця.